# Last to Know
Last to Know is een nummer van de Amerikaanse zangeres Pink uit 2004. Het is de derde en laatste single van haar derde studioalbum Try This.
"Last to Know" flopte in Pinks thuisland Amerika, maar werd een (radio)hit in diverse Europese landen. Het bereikte een bescheiden 22e positie in de Nederlandse Top 40, terwijl het in Vlaanderen een 3e positie in de Tipparade bereikte.